# Encyklopedia II wojny światowej
Encyklopedia II wojny światowej – jednotomowa, ilustrowana polska encyklopedia wojskowa poświęcona okresowi II wojny światowej wydana w 1975 w Warszawie przez Ministerstwo Obrony Narodowej .

## Komitet redakcyjny
Encyklopedia wydana została w okresie PRL. Jej zawartość redagował komitet naukowo-redakcyjny złożony z pracowników naukowych wielu instytucji i placówek podlegających Ministerstwu Obrony Narodowej: Wojskowego Instytutu Historycznego, Wojskowej Akademii Politycznej im. Feliksa Dzierżyńskiego, Akademii Sztabu Generalnego im. generała Karola Świerczewskiego, Wojskowej Akademii Technicznej im. Józefa Dąbrowskiego, Wyższej Szkoły Nauk Społecznych przy Komitecie Centralnym Polskiej Zjednoczonej Partii Robotniczej, Instytutu Historii oraz Instytutu Krajów Socjalistycznych Polskiej Akademii Nauk.
Przewodniczącym był Kazimierz Sobczak, a członkami byli Witold Biegański, Irena Bobrowicz-Safianowska, Apolonia Kowalska, Eugeniusz Kozłowski, Marian Laprus, Barbara Warycha, Władysław Ważniewski .

## Opis
Encyklopedię wydano w jednym tomie, który zawierał 793 strony, ponad 2000 haseł, 350 czarno-białych fotografii oraz ilustracji, 48 tablic w tym 32 jednobarwnych i 16 wielobarwnych, mapy, schematy. Zawiera przedmowę, rys historyczny II wojny światowej, hasła A-Z w układzie alfabetycznym, spis skrótów, spis tablic i ilustracji .
Wydrukowana została w nakładzie 100 349 egzemplarzy. Cena encyklopedii wynosiła 200 zł. Dla subskrybentów była tańsza o 50 zł i wynosiła 150 zł .